# Warren Clarke
Warren Clarke (ur. 26 kwietnia 1947 w Oldham, zm. 12 listopada 2014 w Londynie) – brytyjski aktor filmowy, teatralny i telewizyjny.
Syn witrażysty i sekretarki, po ukończeniu szkoły w wieku 15 lat podjął pracę jako kopista w lokalnej gazecie „Manchester Evening News”. Następnie związał się z amatorskimi grupami teatralnym, występując m.in. w Liverpool Playhouse, zanim został zawodowym aktorem. Wśród jego ról teatralnych był Kaligula (1972) i Winston Churchill (2011–2012).

## Wybrana filmografia
- 1965–1968: Coronation Street jako Barry / Kenny Pickup / Gary Bailey (6 odcinków serialu)
- 1968: Rewolwer i melonik jako Rodney Trump (1 odcinek serialu)
- 1971: Mechaniczna pomarańcza jako Dim
- 1973: Szczęśliwy człowiek jako mistrz ceremonii / Warner / pielęgniarz
- 1980: Mściwy jastrząb jako Scar
- 1981: Z dalekiego kraju jako Władek
- 1981: Bergerac jako Philip Bernard (1 odcinek serialu)
- 1982: Firefox jako Paweł Upienskoj
- 1983: Enigma jako Konstantin
- 1984: Ściśle tajne jako pułkownik von Horst
- 1985: Gułag jako Hooker
- 1985: Bergerac jako Henry Hoffman (1 odcinek serialu)
- 1987: Czarna Żmija: Rozważny i romantyczny jako Josiah Hardwood, Jej ojciec (serial)
- 1988: Czarna Żmija: Nonszalanckie lata jako Oliver Cromwell (odcinek specjalny serialu Czarna Żmija)
- 1995: Józef jako Ednan
- 2000: Zielone kraty jako gubernator Hodge
- 2001: Dwa w jednym jako Tony
- 2005: Samotnia jako Boythorn (serial)
- 2009: Agatha Christie: Panna Marple jako Peters (1 odcinek serialu)
- 2015: Poldark – Wichry losu jako Charles Poldark (4 odcinki serialu)